# Comté de Bourgogne
Pour les articles homonymes, voir Bourgogne.
Ne doit pas être confondu avec Duché de Bourgogne.
982–1679
Entités précédentes :
- Royaume d'Arles :
- Comté d'Amaous
- Comté de Scoding
- Comté de Port
- Comté de Warasch

Entités suivantes :
- Royaume de France :
- Franche-Comté
- Principauté épiscopale de Besançon

Le ou la comté de Bourgogne, appelé aussi Franche Comté de Bourgogne ou Bourgogne palatine, est un important comté constitué à partir de 982 par le comte Otte-Guillaume de Bourgogne. Il fait partie du second royaume de Bourgogne, avant d'être un État du Saint-Empire romain germanique durant 647 ans, de l'an 1032 à l'an 1679.
Ce comté est formé par la réunion des quatre circonscriptions administratives carolingiennes (pagi bourguignons) : l'Amous (région de la Saône, de l'Ognon et du Doubs), l'Escuens (région de Château-Chalon), le Portois (région de Port-sur-Saône) et le Varais (région enserrée dans le « M » que forme le tracé de la rivière Doubs).
À l'origine, son territoire correspond approximativement à l'actuelle région de Franche-Comté sans le Territoire de Belfort et le Pays de Montbéliard. Il a pour capitale Dole (château de Dole) où se trouve le parlement et les États de Franche-Comté. Il est gouverné du Xe au XVIIe siècle par les comtes palatins de Bourgogne. Les gouverneurs de la province siègent à Gray (château de Gray) jusqu'en 1668 puis à Besançon.

## Histoire

### Création du comté de Bourgogne
Le comté de Bourgogne s'élabore lentement. Les terres comtoises font d'abord partie des différents royaumes de Bourgogne : royaume des Burgondes (443-534), Bourgogne mérovingienne (534-751), puis intégrées dans le royaume franc carolingien devenu empire. Elles sont ensuite intégrées au Royaume de Haute-Bourgogne, issu du démembrement de l'Empire carolingien causé par le traité de Verdun de 843. En 888, les circonstances ont permis au roi Rodolphe Ier de Bourgogne, fils du comte-abbé Conrad II de Bourgogne, de transformer le ducatus de son père en royaume. Il s'est fait élire roi par une assemblée de grands et de prélats réunis à l'abbaye territoriale de Saint-Maurice d'Agaune, et Rodolphe a réussi à étendre son pouvoir sur le diocèse de Besançon, ou tout au moins sur une partie de celui-ci. Après Rodolphe Ier, le pouvoir passe successivement à ses descendants, les rois Rodolphe II de Bourgogne, Conrad le Pacifique, puis Rodolphe III de Bourgogne. En 933, Rodolphe II réunit les royaumes de Haute et Basse Bourgogne en un seul : le royaume d'Arles.

« Souverains débiles et sans puissance réelle » écrit Lucien Febvre, ils n'exercent qu'un pouvoir nominal. Leurs vassaux sont maîtres du royaume. Le comte de Mâcon est de ceux-là.

Les pagi bourguignons au IXe siècle.

Au milieu du Xe siècle, le comte Liétald II de Mâcon parvient à réunir les pouvoirs dévolus aux comtes carolingiens dans chaque pagus bourguignon. Le moine écrivain Richer le Lorrain dit qu'il est « prince de Besançon » et un acte le nomme « comte de Bourgogne »[réf. nécessaire]. À sa mort, ses droits passent à son fils le comte Aubry II de Mâcon. Lorsque ce dernier décède, c'est sa veuve Ermentrude de Roucy qui hérite de ses droits.
L'année de la création du comté de Bourgogne est incertaine, cependant Otte-Guillaume de Bourgogne est considéré comme le premier comte héréditaire de Bourgogne. Il semble avoir été investi de la province par Rodolphe III de Bourgogne en 993, mais il régnait bien avant cette année, car il s'était déjà approprié la fortune et les droits du comte Liétald II de Mâcon, mort une vingtaine d'années auparavant . Il les aurait obtenu peu de temps après son mariage avec Ermentrude de Roucy, héritière du fils du comte susnommé. C'est donc autour de l'année 982 que le comté de Bourgogne semble avoir été fondé.
Bien que le comté de Bourgogne existe, son unité n'est pas automatique. Les "comtes inférieurs" qui ont autorité sur les pagi de Varais, Scoding, Port et Amaous relèvent (en principe) du roi de Haute-Bourgogne. Otte-Guillaume les supprima pour leur substituer des vicomtés. De ce fait, ces territoires devinrent ses fiefs et ces hommes, ses vassaux. Dès lors, la province adopte la base de sa forme politique pour les siècles à venir.

### Rattachement à l'Empire

Les territoires bourguignons aux.

En 1016, lors d'une entrevue tenue à Strasbourg, l'empereur Henri II du Saint-Empire reçoit du roi Rodolphe III de Bourgogne, sans héritier légitime, une promesse d'être désigné comme son successeur en qualité de roi de Bourgogne. Cette promesse est renouvelée à Bâle en 1027, avec son successeur, l'empereur Conrad II le Salique, neveu par alliance de Rodolphe, marié à sa nièce Gisèle. Le comte Eudes II de Blois, le fils de sa sœur Berthe, son neveu, figure comme prétendant naturel à sa succession. À la mort de Rodolphe III survenue le 5 septembre ou 6 septembre 1032, le comte Eudes revendique la succession de Rodolphe. En 1033, une lutte armée l'oppose à Conrad II, à laquelle Eudes met fin en s'engageant auprès de Conrad à renoncer à toutes ses prétentions. Reniant son serment, Eudes reprend la lutte en 1035. En 1037, il trouve finalement la mort dans une bataille que lui livre le duc Gothelon Ier de Lotharingie, à proximité de Bar-le-Duc le 15 novembre 1037. Le comté de Bourgogne est alors rattaché au Saint-Empire.
La même année, Renaud Ier de Bourgogne, fils de Otte-Guillaume, est nommé comte palatin de Bourgogne, titre donné dans l’administration impériale à ceux qui sont chargés d’administrer les États impériaux et de rendre la justice au nom de l’empereur. Le Saint-Empire est alors constitué d'États autonomes vassaux d'un empereur qu'ils élisent; le vaste et puissant comté de Bourgogne rejoint alors cet ensemble.
Le développement des routes commerciales à travers le massif du Jura et l'exploitation des salines (histoire du sel du Jura) assurent une grande prospérité à la région. Les villes préservent leur franchise en observant la neutralité dans les conflits féodaux.
En 1043, l'empereur Henri III donne le titre de noblesse de prince-évêque à l’archevêque Hugues Ier de Salins et ses successeurs, détachant Besançon du comté de Bourgogne, ce qui fait de la ville un état ecclésiastique dépendant uniquement du pape et de l'empereur. La principauté épiscopale de Besançon, forme alors une enclave au sein de la province.
Au début du XIIe siècle, le pape Calixte II, fils du comte Guillaume Ier de Bourgogne et frère du comte Renaud II de Bourgogne, met un terme à l'importante querelle des Investitures en imposant à l'empereur Henri V le concordat de Worms, qui réconcilie les empereurs avec l'Église catholique romaine.

### Affranchissement du comté de Bourgogne
Au XIIe siècle, le Saint-Empire est garant de la prospérité du comté de Bourgogne, mais en 1127, après l'assassinat du comte Guillaume III de Bourgogne, son cousin le comte Renaud III de Bourgogne veut s'émanciper de la tutelle impériale de l'empereur Conrad III de Hohenstaufen. Il lui impose par la guerre le statut de « franc comte » (comte libre), origine possible du nom de Franche-Comté repris pour la région.

### Rapprochement avec l'Empire
L'empereur Frédéric Barberousse, neveu de Conrad III, reprend possession du comté de Bourgogne en faisant prisonnier le fils héritier du comte Guillaume IV de Bourgogne. De plus, il épouse en 1156 la comtesse Béatrice Ire de Bourgogne, héritière du comté, qui devient impératrice. En 1189, leur second fils, Othon Ier de Bourgogne, hérite du comté en tant que comte palatin. La fille d'Othon Ier, Jeanne Ire de Bourgogne, devient comtesse mais ne succède que pendant peu de temps après son père, et c'est sa sœur Béatrice II de Bourgogne qui hérite du comté de Bourgogne.
Béatrice II épouse le duc Othon Ier d'Andechs et de Méranie qui devient, par son mariage, comte sous le nom d'Othon II de Bourgogne. Leur fils le comte Othon III de Bourgogne décédant sans héritier, sa sœur Alix de Bourgogne lui succède sous le nom de comtesse Adélaïde Ire de Bourgogne.

### L'influence française

Blason du Comté de Bourgogne avant 1280.

Cette dernière fait sortir le comté de Bourgogne de l'influence impériale en épousant en 1236 le comte Hugues de Chalon. Ce dernier est issu d'une lignée française qui compte des liens de mariage et amicaux avec les comtés français voisins du duché de Bourgogne (comtés de Chalon, de Macon et d'Auxonne). Leur fils, Othon IV de Bourgogne, dernier comte Ivrée de Bourgogne, épouse en secondes noces Mahaut d'Artois, comtesse d'Artois et paire de France, petite-nièce du roi Saint Louis, rendue célèbre par la saga historique Les Rois maudits. Leur fille la comtesse Jeanne II de Bourgogne (héritière des comtés d'Artois et de Bourgogne) devient reine de France par mariage avec le roi Philippe V de France, et ramène les comtés de Bourgogne et d'Artois sous l'influence royale. En 1280, le comte Othon IV change d'alliance et quitte le camp impérial pour rejoindre le camp guelfe. Pour marquer ce renversement d'alliance, il adopte de nouvelles armes avec un lion, animal porté par de nombreux partisans guelfes. Il utilise les couleurs azur et or qui renvoient au royaume de France, afin de mettre en avant la nouvelle alliance avec ce royaume. Malgré cela, le comté de Bourgogne reste une terre d'Empire.
En 1318, la comtesse Jeanne III de Bourgogne, fille aînée du roi Philippe V et de Jeanne II, épouse le duc Eudes IV de Bourgogne. Elle hérite le comté de Bourgogne à la mort de sa mère. Son petit-fils Philippe Ier de Bourgogne en hérite et hérite ensuite du duché de Bourgogne de son grand-père : il réunit ainsi le comté et le duché de Bourgogne.

### Les États Bourguignons

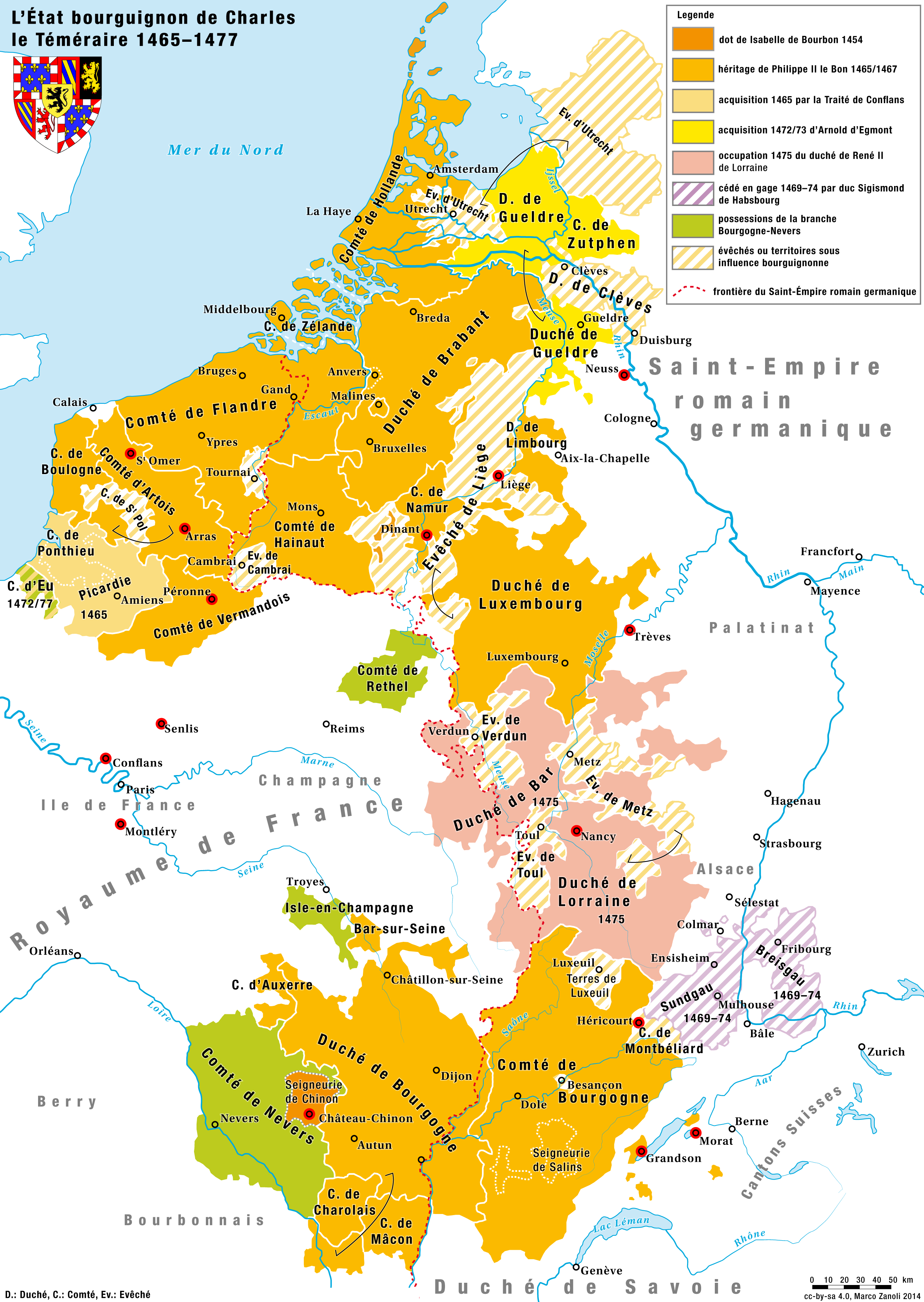
L'État bourguignon à son apogée 1465–1477

À la mort sans héritier de Philippe Ier de Bourgogne (Philippe de Rouvres), le duché de Bourgogne revient au domaine royal, au roi de France Jean le Bon qui l'accorde en apanage à son fils cadet Philippe le Hardi. Mais la loi salique ne s'applique pas à la Comté, qui passe à Marguerite de France, grand-tante de Philippe de Rouvres, puis au fils de celle-ci, le comte de Flandre Louis de Male. Philippe le Hardi épouse sa fille et unique héritière Marguerite, réunissant ainsi à nouveau le Duché et le Comté, d'abord sur son couple puisqu'à la mort de son beau-père il deviendra duc effectif et comte consort de Bourgogne, puis sur leur descendance, inaugurant ainsi la « politique de mariages » qui sera caractéristique de tous les Valois-Bourgogne au moins jusqu'au jour où, cette dynastie tombant en quenouille, la dernière héritière épousera l'archiduc d'Autriche et roi des Romains Maximilien de Habsbourg.
Les riches et puissants ducs et comtes de Bourgogne de la maison de Valois (Philippe le Hardi, Jean sans Peur, Philippe le Bon, Charles le Téméraire et Marie de Bourgogne) se considèrent alors chefs d'État souverain durant près d'un siècle, des riches et puissants États bourguignons. Ils deviennent de puissants rivaux des rois de France de par leur alliance avec les rois d'Angleterre motivée entre autres par le commerce du lin flamand et de la laine anglaise.
L'unité des États bourguignons est rompue à la mort de Charles le Téméraire. Le duc-comte de Bourgogne est d'abord vaincu par les Suisses à la bataille de Grandson le 2 mars 1476, puis à Morat le 22 juin 1476 et finalement, par le duc René II de Lorraine à la bataille de Nancy le 5 janvier 1477, où il trouve la mort. Marie de Bourgogne hérite alors des possessions de son père, qui sont au bord de la rébellion. Le roi Louis XI de France en profite pour reprendre militairement les fiefs français des vastes États bourguignons, mais aussi la Comté qui était toujours terre d'empire.

### La guerre de Succession de Bourgogne
Après la mort de Charles le Téméraire, les États bourguignons sont l'enjeu d'un conflit entre le roi de France, Louis XI, et Marie de Bourgogne, mariée dès 1477 avec Maximilien d'Autriche, de la maison de Habsbourg, futur empereur. Le traité d'Arras conclu en 1482 est favorable à la France, qui occupe le comté de Bourgogne. Au début des années 1490, le conflit reprend, cette fois entre Maximilien et Charles VIII, autour de la question du mariage de la duchesse Anne de Bretagne. Charles VIII l'emporte en Bretagne, mais subit des revers en Bourgogne et est amené à signer le traité de Senlis (1493).

#### La campagne de 1477
Louis XI profite de la situation qui prévaut dans le camp bourguignon pour attaquer les possessions de Marie de Bourgogne en janvier-février 1477. Georges de la Trémoille envahit le duché de Bourgogne et la Franche-Comté et assiège Dijon avec Charles Ier d'Amboise et les troupes de Jean IV de Chalon-Arlay (mais ce dernier, dès la fin février 1477, furieux de ne pas avoir été nommé gouverneur du comté de Bourgogne car La Trémoille avait reçu du roi Louis le gouvernement des deux Bourgognes, abandonne le camp royal pour celui de Marie de Bourgogne).

Le 18 février 1477, les États du comté de Bourgogne reconnaissent leur soumission à la couronne française, bien que la province soit terre d'empire. Cependant, les promesses non tenues et la tyrannie du roi de France Louis XI commencent à échauffer les esprits. Quelques jours après, lorsque les Français tentent d'installer leur garnison à Dole, la population « Inaccoutumée aux écharpes blanches » des troupes françaises, se révolta aux cris de « Bourgogne et Dole ! Vive dame Marie de Bourgogne ! » se ruant sur les Français, tuant ceux qui résistaient et forçant les autres à quitter la cité. Le mouvement se propage dans toute la Franche-Comté et en mars un soulèvement général, dirigé par le prince d'Orange, commence dans le pays.

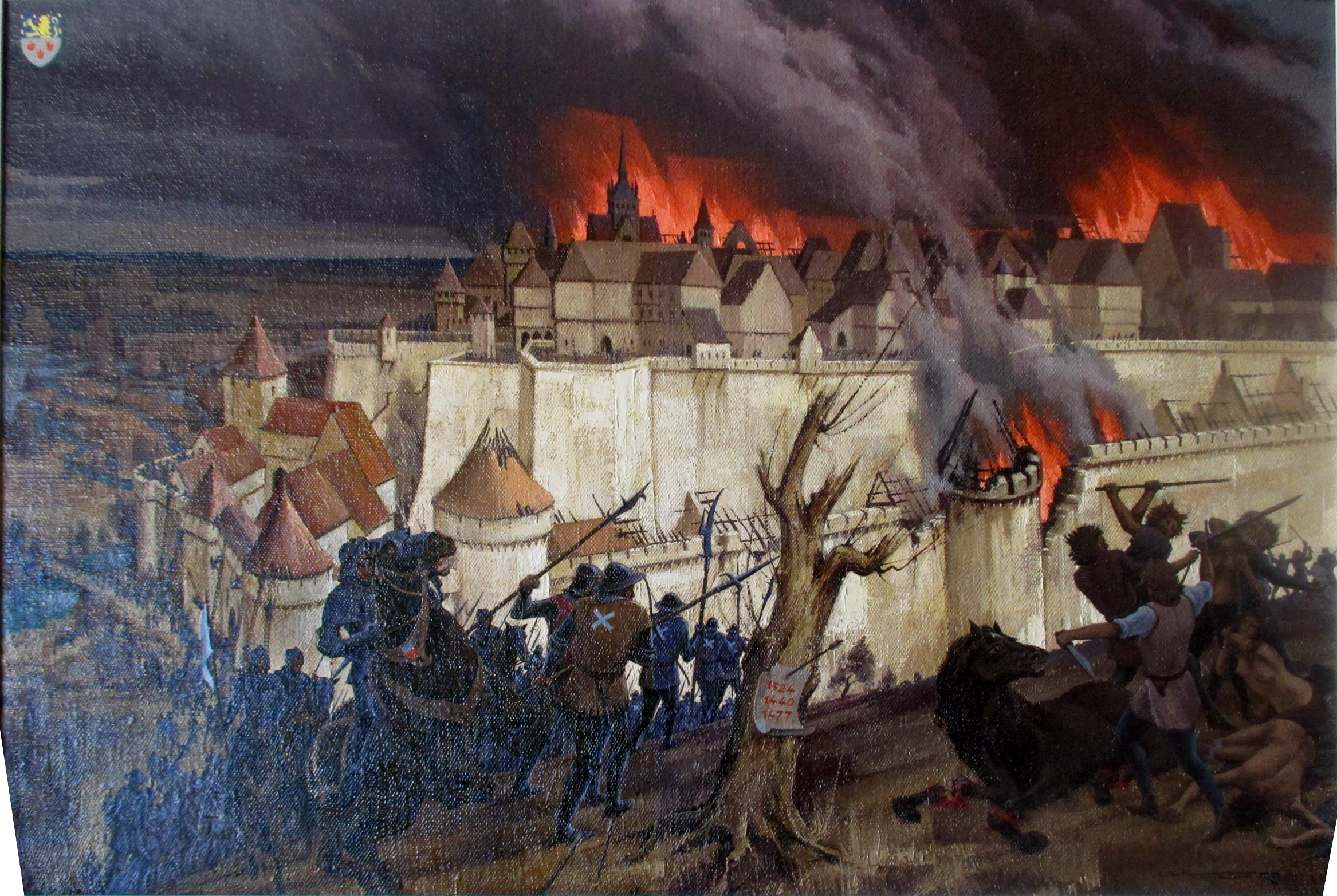
Reprise de Gray par les Comtois (1477)

De nombreux combats ont lieu dans la province, mais les plus marquants sont probablement ceux du pont d'Émagny, Dole et de Gray. Les deux derniers sont des victoires comtoises qui contribuent grandement à la déroute des troupes françaises en comté de Bourgogne.
Le 21 avril 1477, la comtesse Marie de Bourgogne, âgée de 20 ans, épouse par procuration le futur empereur du Saint-Empire Romain Germanique Maximilien Ier de Habsbourg. Le mariage est célébré effectivement le 19 août suivant. Maximilien prend en main la défense des États de sa femme avec énergie : il met en sécurité les provinces flamandes et le Hainaut. L'Artois, la Franche-Comté, le Charolais et plusieurs petites seigneuries restent dans une situation incertaine, en revanche la Picardie et le duché de Bourgogne sont solidement occupés par la France.
Le prince d'Orange, fier des victoires comtoises, poursuit la rébellion au sein du duché de Bourgogne, Maximilien enchaine les succès en Artois. Ce qui amena les deux camps à conclure une trêve le 6 juillet 1478 dans laquelle Louis XI s'engage à restituer toutes les places qu'il occupe en comté de Bourgogne. Aussitôt la trêve terminée, les combats reprennent, d'abord dans le duché, où Maximilien et Charles Ier d'Amboise enchainent successivement des victoires. Ce dernier, fier de ses récentes victoires, marche en direction du comté, par ordre de Louis XI, qui garde une profonde colère envers les Comtois et plus particulièrement les Dolois. Cependant, la province dispose d'un contexte bien moins avantageux qu'en 1477. L'armée française est bien plus puissante que sous La Trémoille et elle se compose de 6000 Suisses, qui rompent à l'occasion le traité de paix entre les cantons et la Franche-Comté. Affaiblis par la campagne de 1477, trahis et face à une armée bien plus puissante, les Comtois ne disposent pas des ressources nécessaires à la grandeur de la menace.

#### La campagne de 1479

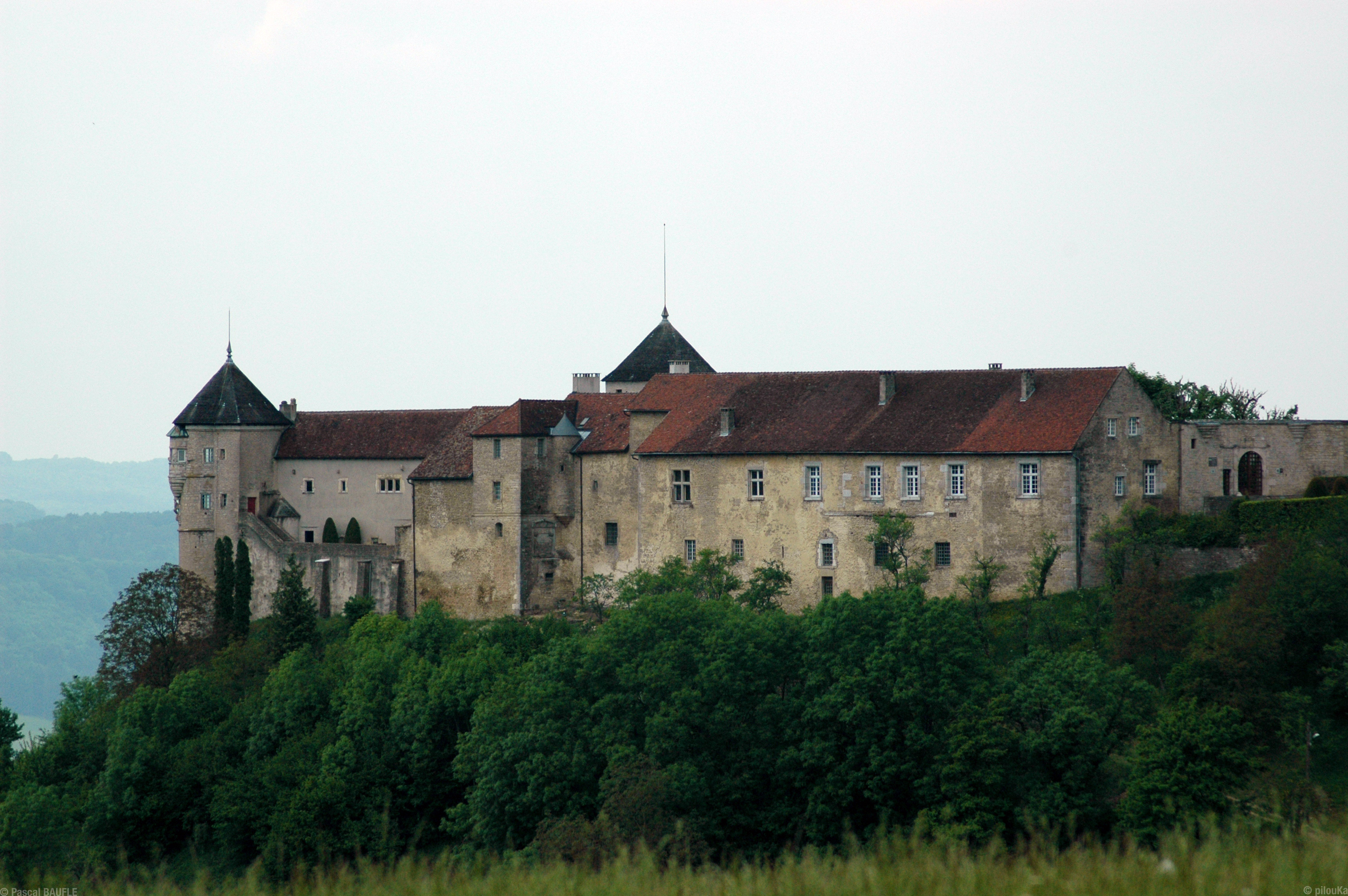
Château de Belvoir, incendié par les troupes françaises en 1480

La campagne de 1479 est donc avantageuse aux Français. Charles d'Amboise accumule les succès, alors que les Comtois sont livrés à eux-mêmes. En avril 1479, Dole est assiégée une deuxième fois. Pour emporter la victoire, les troupes de Louis XI massacrent et détruisent la ville, lui ôtant tout ce qui fait d'elle la capitale de la province. L'écrasement de la capitale comtoise provoqua une vague de panique dans la comté: Salins, Poligny, Nozeroy, Luxeuil, Lure et Faucogney capitulent dans la foulée. Seules Arbois, Gray et Vesoul vont vouloir résister et subiront le sort de Dole. La conquête devient alors inexorable.
Pourtant, certaines villes, à l'image de Faucogney, Cusance, Belvoir, dans le Nord de la province, sont reprises par les partisans bourguignons. La résistance comtoise s'organise alors dans les montagnes vosgiennes comme jurassiennes. Malgré de bonnes forteresses comme le fort de Joux,, les derniers résistants manquent de vivres et d'équipements pour tenir seuls face aux Français. L'on peut noter parmi ces derniers résistants, l'acte de la dame d'Oiselay, qui lorsque les Français entrèrent dans le château, quitta le lit du malade qu'elle soignait, courut sur les murs, arracha une hallebarde des mains d'un officier français et le tua avec quelques gens de guerre qui entraient dans la place... Elle fut capturée avec son mari et son beau-frère, Jean d'Oiselay,. La résistance capitule progressivement, jusqu'en 1480 où la région semble pacifiée notamment à coup de décapitations et exécutions en tous genre. Au terme de cette conquête, la province est ravagée et plusieurs villages vidés de leurs populations,.

#### L'occupation Française (1480-1493)
L'expédition comtoise de Louis XI lui coute un lourd tribut dans la guerre de Succession de Bourgogne. En effet, elle a dégarni l'armée qui s'occupait des combats au Nord, là où Maximilien d'Autriche enchaîne les victoires pour défendre l'héritage de sa femme. L'évolution des deux fronts et la mort soudaine de Marie de Bourgogne, amène les deux parties à signer le traité d'Arras. Dans celui-ci, la fille de Maximilien et Marie, Marguerite d'Autriche, est fiancée au dauphin de France, Charles VIII. La fiancée, âgée de deux ans, apporte en dot l'ensemble des terres bourguignonnes occupées par la France. C'est-à-dire les comtés d'Artois, d'Auxerre, de Bourgogne, de Charolais, de Mâcon, la châtellenie de Bar-sur-Seine, ainsi que les seigneuries de Château-Chinon, de Chaussin, de Laperrière, de Noyers et de Salins. Marguerite est ainsi envoyée vivre à la cour de France, auprès de son fiancé.
Pendant ce temps, Maximilien de Habsbourg exerce la régence sur les terres de son fils, Philippe Ier le Beau, encore trop jeune pour gouverner.

#### Le mariage d'Anne de Bretagne: Maximilien ouCharlesVIII?
Le 19 décembre 1490, la duchesse Anne de Bretagne épouse  par procuration Maximilien d'Autriche, ce qui provoque le courroux du nouveau roi de France, Charles VIII qui a pour objectif de lier le duché de Bretagne à la couronne de France. Par conséquent, les relations diplomatiques se tendent entre le roi de France et le futur empereur.
Le 17 novembre 1491, Charles VIII se décide à répudier Marguerite afin d'épouser Anne de Bretagne. Marguerite en gardera toute sa vie une profonde rancœur à l'égard de la France. La répudiation a lieu à l'automne 1491, le 25 novembre à Baugé lors d'une rencontre avec Charles (il prend « congé » d'elle), mais officiellement en décembre.
Ces événements ont pour effet de relancer les conflits dans la province comtoise. Plusieurs batailles ont lieu, mais la plus décisive est la bataille de Dournon, qui force les Français à abandonner le comté.

#### Le traité de Senlis: un succès pour Maximilien d'Autriche
Finalement, Charles VIII conclut la paix avec Maximilien d’Autriche. Par le traité de Senlis (1493), la succession de Charles le Téméraire semble enfin établie : les Français abandonnent leurs revendications sur le comté de Bourgogne et les Pays-Bas. Ils rétrocèdent aussi le comté de Charolais à Maximilien. Marguerite retourne ainsi auprès de son père. Peu de temps après, Philippe Ier le Beau atteint la majorité et commence à gouverner lui-même les terres de sa mère, que son père a pu récupérer.

### La période des Habsbourg

#### Évolution du statut du comté dans le Saint-Empire
En 1512, Maximilien intègre le comté de Bourgogne, avec les Pays-Bas, dans le cercle de Bourgogne. Ce cercle comprend principalement les anciens États bourguignons, détenus par les Habsbourg dans l’ouest du Saint-Empire. Géographiquement, le cercle est composé de deux parties distinctes : le comté de Bourgogne (Franche-Comté) au sud et les Pays-Bas bourguignons au nord (actuels Belgique, Luxembourg, Pays-Bas et nord de la France. La principauté de Liège et celle de Stavelot-Malmedy, en revanche, relèvent du cercle du Bas-Rhin-Westphalie).
La province était donc incluse dans le gouvernement des Pays-Bas bourguignons, les conseils collatéraux avaient donc compétence sur elle. Ces conseils ont d'ailleurs accueilli de nombreux Comtois en leur sein (Jean II Carondelet, Jean de Saint-Maurits…).
En 1549, Charles Quint redéfinit le statut du cercle par la Pragmatique Sanction.
L'adbication de Charles Quint en 1555, marque la séparation entre les Habsbourg d'Autriche et les Habsbourg d'Espagne, l'héritage bourguignon, dont le comté de Bourgogne, se trouve désormais associé à la branche espagnole et à l'Empire espagnol, tout en restant dans le Saint-Empire, dont le chef, après Charles Quint, est Ferdinand, de la branche autrichienne. Par ailleurs, le comté reste associé aux Pays-Bas au sein du cercle de Bourgogne.

#### L'apogée duXVIesièclesous le règne de Charles Quint

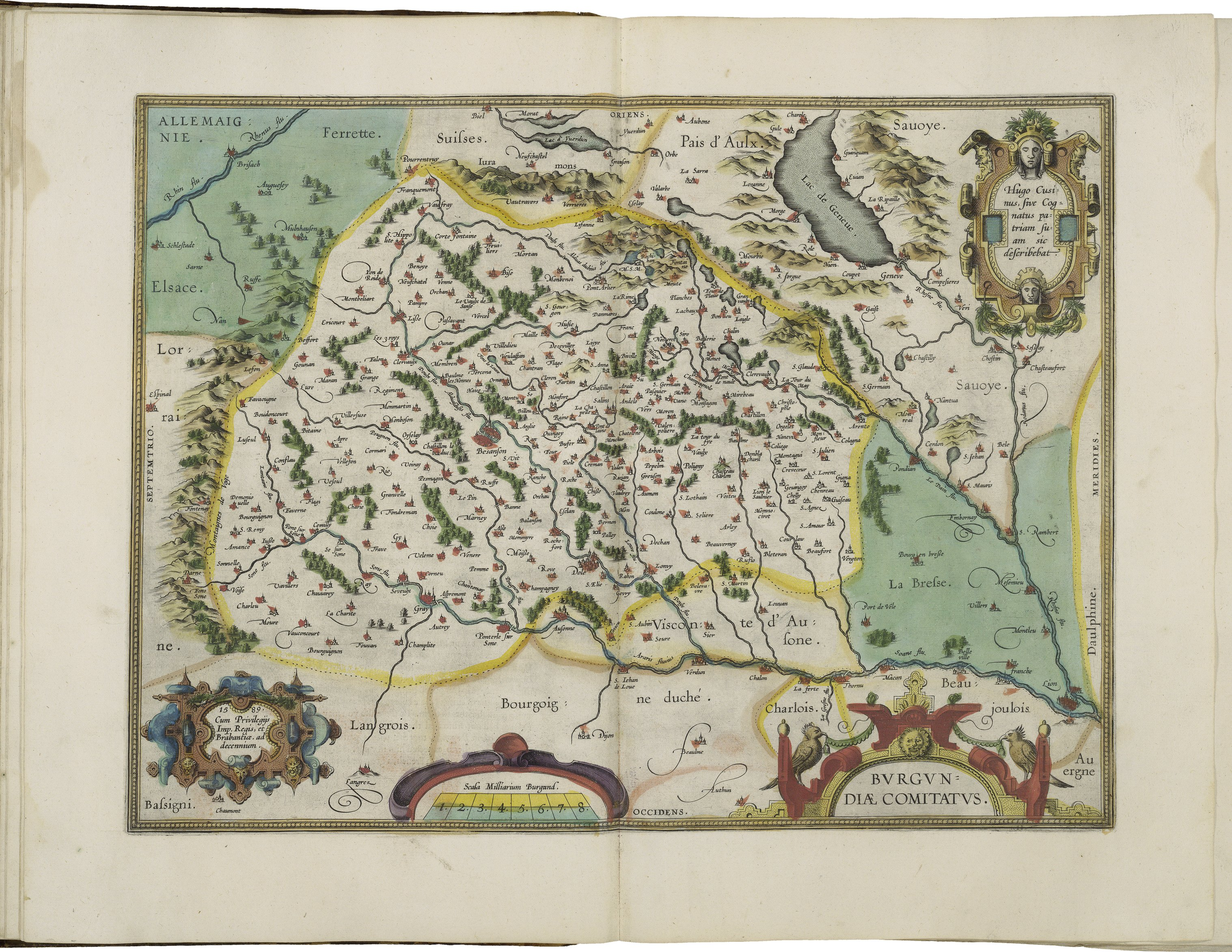
Le Comté de Bourgogne en 1589, par Hugues Cousin le jeune

Durant le règne de Charles Quint au XVIe siècle, la Franche-Comté (Comté de Bourgogne) est une région prospère à l'abri des démêlés entre la France et l'Espagne ainsi que l'Autriche, grâce à son statut particulier garanti dans divers traités de neutralité avec les cantons suisses voisins.
La viticulture et l'artisanat ont le vent en poupe et le commerce est florissant avec la France et le Saint-Empire. Des villes comme Gy, Saint-Amour ou Arinthod rayonnent par leur industrie et leur commerce florissant. Le comté rayonne aussi culturellement avec l'université de Dole qui forme les élites comtoises et parfois d'autres régions d'Europe. Sous l'impulsion de l’humaniste Gilbert Cousin, un renouveau dans les lettres et la littérature voit le jour en Franche-Comté. Ce dernier est entouré d'amis philosophes et écrivains comtois comme Hugues Babet, Claude Luc, Philibert Poissenot ou Claude Frontin qui permettent à la littérature comtoise de renaître et de s'exporter hors du comté. Mais les autres disciplines comme l'art, ne sont pas en reste avec des artistes comme Claude Goudimel, Hugues Sambin, Claude Lullier, Gérard de Vercel ou Jean-Édouard Du Monin. On trouve également de brillants cartographes comme Jean Matal ou le frère de Gilbert Cousin Hugues le jeune. Les aristocrates comtois ont la faveur de Charles Quint qui les nomme à de hautes fonctions politiques ou militaires (Jean d'Andelot, Jean de Poupet, Simon Renard, Nicolas de Granvelle, Jean Lallemand ).
Charles Quint, dans les dernières années de sa vie (entre 1555 et 1558), attribue l'Espagne et ses colonies, les Pays-Bas, la Franche-Comté, Salins, Naples, la Sicile ainsi que le comté de Charolais, à son fils Philippe II, son frère, Ferdinand, recevant les possessions autrichiennes des Habsbourg et devenant empereur.

#### Guerres et épidémies
Il engage alors une lutte contre le protestantisme qui se diffuse en Franche-Comté, proche à la fois de la Suisse et du comté de Montbéliard.
Le parlement de Dole, soutenu par Philippe II, aide au succès de la cause catholique et évite à la Franche-Comté les troubles des guerres de religion que l'Allemagne connut pendant plus de trente ans. Cependant, la région n'est pas épargnée par la guerre. Le 17 janvier 1595, Henri IV, alors roi de France, déclare la guerre à l'Espagne. La France est victorieuse des Espagnols à Fontaine-Française (en duché de Bourgogne) ; durant le mois de juin 1595, la région est envahie par Henri IV en personne, qui ne se soucie guère des traités de neutralité dans la région. Le Jura et l'actuelle Haute-Saône sont particulièrement touchés et de façon durable.
Plusieurs villes et villages sont alors maltraités, Baume-les-Dames et Lons-le-Saunier sont contraints de payer des sommes faramineuses sous peine d'être dévastés. Mais Henri IV, craignant que les Suisses n'interviennent pour faire respecter les traités de neutralité, décide de quitter précipitamment Lons-le-Saunier, non sans avoir brûlé ses deux faubourgs.
En 1598, la paix de Vervins est signée, rendant à la France et à l'Espagne leurs conquêtes mutuelles. Cette même année, Philippe II meurt ; il laisse derrière lui les Pays-Bas et la Franche-Comté à sa fille aînée, l'infante Isabelle-Claire-Eugénie d'Autriche, épouse de l'archiduc Albert d'Autriche.
En 1634, le comté va subir le conflit qui mettra à bas toutes prospérité et ce pour longtemps: la guerre de Dix ans. À la sortie de ce conflit, le comté est exsangue économiquement et démographiquement. Le comté est de plus touché en 1637, par une épidémie de peste. Finalement, plus de 200 000 victimes des combats, de maladie, et de disettes sont à déplorer. Des dizaines de villages sont rayés de la carte comme à Pierrecourt. Des villes comme Lons le Saunier, Saint-Amour, Bletterans, Pontarlier, Jonvelle, Jussey sont presque entièrement détruites et dépeuplées.
Trente ans plus tard, la comté n'est toujours pas remise du conflit qu'elle a subi et c'est avec facilité que Louis XIV envahit un territoire comtois encore affaibli et très peu défendu. Mais il est contraint de rendre ses conquêtes comtoises au Traité d'Aix-la-Chapelle.

### Fin de la période espagnole et annexion au royaume de France (1668-1679)

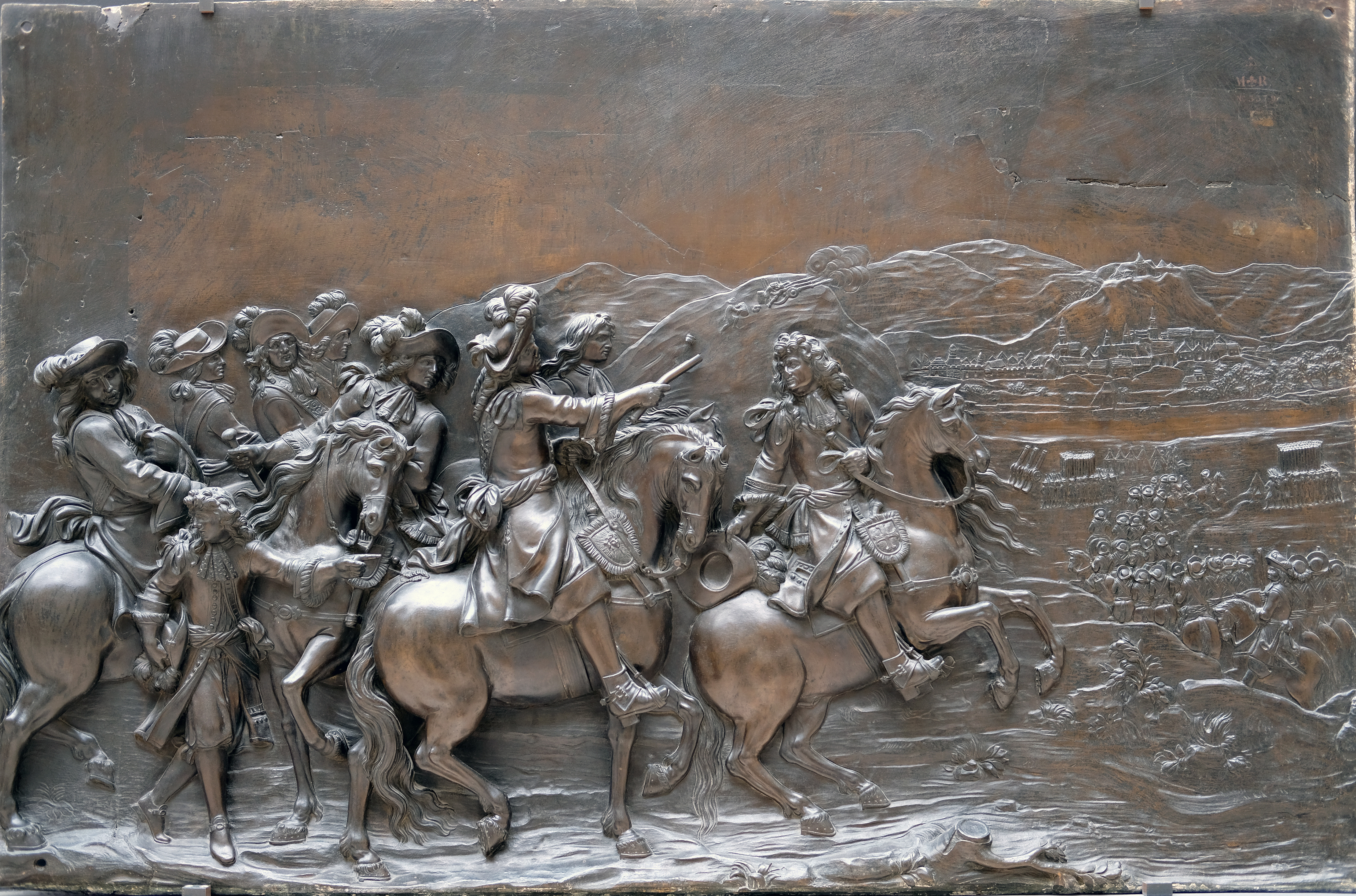
Bas-relief La Conquête de la Franche-Comté, par Martin Desjardins (musée du Louvre)

À la sortie de la guerre de dévolution, la suspicion s'installe entre Madrid et la province. En effet le gouvernement espagnol suspecte les comtois d'avoir livré leur province aux français. Les élites comtoises sont progressivement évincées des postes à responsabilité et remplacées par des espagnols. Le gouverneur du comté, Philippe de la Baume-Saint-Amour, soupçonné de trahison, est limogé. Les suivants seront flamands ou espagnols. Ces décisions donnent naissance à une mouvance dissidente pro-française, menée par le marquis de Listenois. Quand la guerre de Hollande arrive sur le territoire, l'opinion publique est fortement divisée, même si une majorité semble encore soutenir la domination espagnole.
Malgré ses divisions, la province va cette fois-ci résister âprement à l'invasion française, galvanisée en partie par le massacre des habitants d'Arcey par les troupes françaises. Les comtois vont même parfois obtenir des victoires comme à Poligny, Luxeuil ou lors du siège d'Arbois. Gray, Besançon, Dole et Salins vont farouchement résister avant de tomber les unes à la suite des autres. Faucogney est la dernière cité comtoise à tomber le 4 juillet 1674. Les combats cessent définitivement avec la prise du château de Saint-Anne, le 10 juillet.
Par les traités de Nimègue de 1678 et 1679, qui signent la paix avec le roi Charles II d'Espagne et Léopold Ier du Saint-Empire, le roi Louis XIV annexe le comté de Bourgogne, qui s'appellera désormais la Franche-Comté, au royaume de France.

## La Franche-Comté française

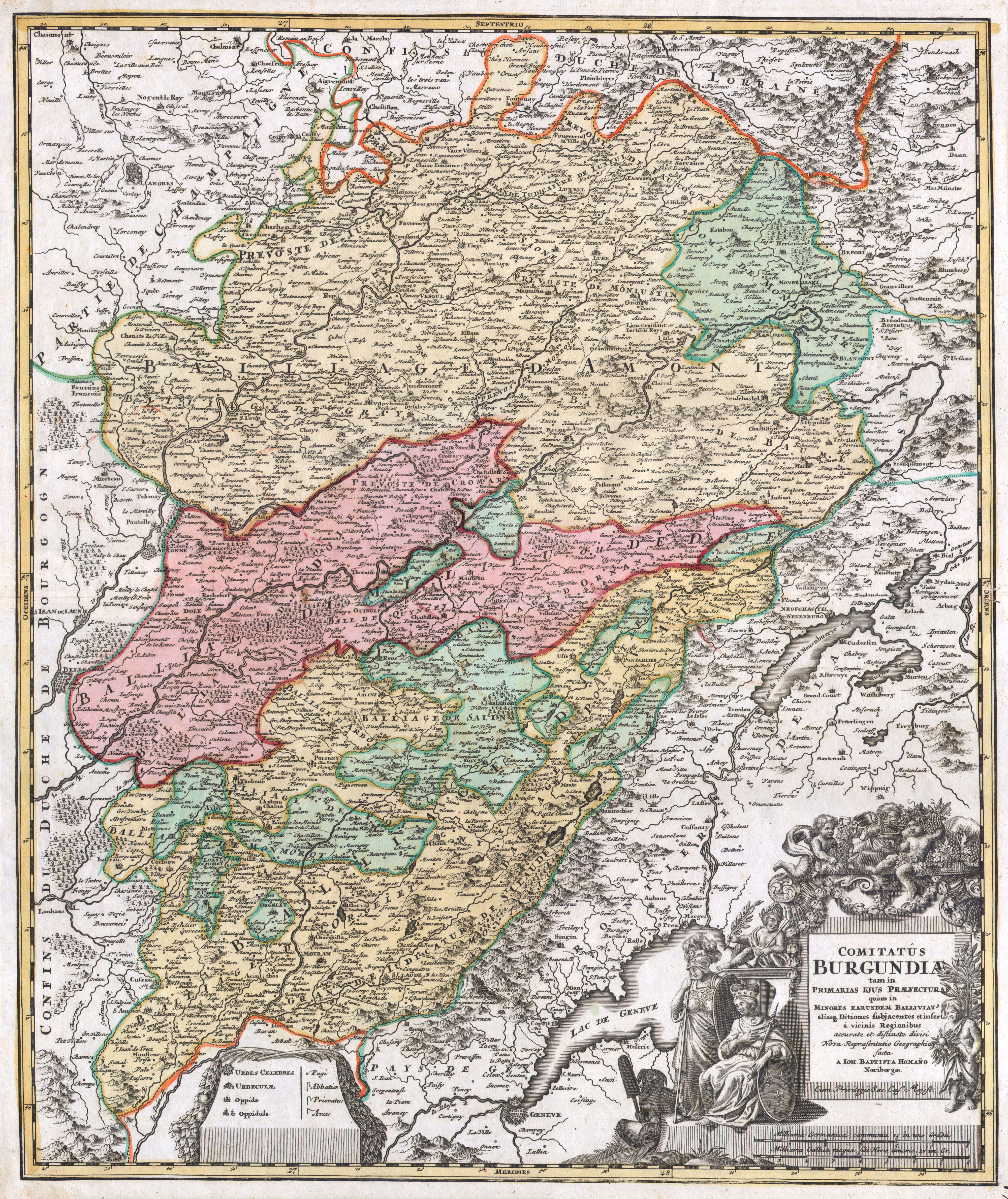
Carte du comté de Bourgogne en 1716 par Jean-Baptiste Homann.

### La fin de l'Ancien Régime
Besançon devient alors la capitale du comté à la place de Dole, avec le parlement de Besançon.
La province, est tout d'abord considérée comme « province à l'instar de l'étranger effectif », puis en 1693, elle est considérée comme « province réputée étrangère », et ce, jusqu'à la fin de l'Ancien Régime.

### La Franche-Comté dans la France contemporaine (depuis 1789)
La création des départements en 1790 met fin aux entités féodales traditionnelles  et aux conflits liés aux terres dites de surséance: sont alors créés, à partir du territoire de la Franche-Comté, les départements du Doubs (chef-lieu : Besançon), du Jura (Lons-le-Saulnier) et de la Haute-Saône (Vesoul). De fait, le comté de Bourgogne, surnommé Franche-Comté, cesse d'exister.

#### La région de Franche-Comté (depuis 1956)
En 1955, sont institués les « programmes d'action régionale », ce qui amène en 1956 à des regroupements de départements en « régions de programme », qui deviennent en 1960 les « circonscriptions d'action régionale ». Dès 1956, les départements du Doubs, du Jura, de Haute-Saône et du Territoire de Belfort sont réunis dans le cadre de la « Franche-Comté ». Cette région de Franche-Comté reprend en gros le territoire de l'ancienne province du comté de Bourgogne (Montbéliard et Belfort en plus).
En 1982, les régions deviennent des collectivités territoriales (dotées d'une assemblée et d'un exécutif, avec des domaines de compétence, à l'instar des communes et des départements).
En 2016, la région de Franche-Comté disparaît, intégrée dans la région de Bourgogne-Franche-Comté (chef-lieu : Dijon). Mais la Franche-Comté existe encore dans le domaine judiciaire : Besançon est toujours le siège de la cour d'appel des départements du Doubs, du Jura, de la Haute-Saône et du Territoire de Belfort ; ainsi que dans le domaine universitaire, avec l'académie de Besançon et l'université désormais appelée « université de Franche-Comté », avec des sites à Besançon, Lons-le-Saunier, Belfort, etc.

## Administration et institutions

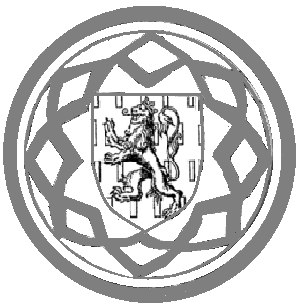
Sceau du Parlement de Dole milieu du XVe siècle.

Tandis que comtesses et comtes de Bourgogne résident aux Pays-Bas, le pouvoir est délégué à un gouverneur comtois qui réside à Gray, ce dernier est responsable de l'armée et du maintien de l'ordre. Le parlement de Dole lui est le pouvoir judiciaire de la province, mais pas seulement. Il s’occupe des sujets religieux et des grands domaines comtois comme les forêts ou les salines de Salins. Le parlement a le pouvoir de statuer sur toutes les questions, qu'elles soient politiques, économiques ou militaires. Ce dernier point sera source de confrontation avec le gouverneur qui partage cette prérogative. Viennent enfin les États de Franche-Comté qui décident de l’impôt à payer à l'empereur, appelé don gratuit. Ils font aussi remonter les problèmes de la province à l'empereur.
À travers ses institutions, la Franche-Comté recouvre son autonomie. La province est aussi diplomatiquement à l'abri des démêlés entre la France et l'Espagne ainsi que l'Autriche, grâce à son statut particulier garanti dans divers traités de neutralité avec les cantons suisses voisins.